# Nordique orangé
Oeneis chryxus
Espèce
Le Nordique orangé (Oeneis chryxus) est une espèce d'insectes lépidoptères (papillons) appartenant à la famille des Nymphalidae à la sous-famille des Satyrinae et au genre Oeneis.

## Dénomination
Oeneis chryxus a été nommée par Edward Doubleday en 1849.
Synonymes : Chionobas chryxus Doubleday, [1849].

### Sous-espèces
- Oeneis chryxus chryxus
- Oeneis chryxus calais (Scudder, 1865)
- Oeneis chryxus caryi Dyar, 1904
- Oeneis chryxus stanislaus Hovanitz, 1937
- Oeneis chryxus strigulosa McDunnough, 1934
- Oeneis chryxus valerata Burdick, 1958[1].

### Noms vernaculaires
Le Nordique orangé se nomme Chryxus Arctic en anglais.

## Description
Le Nordique orangé est un papillon orange brillant de taille moyenne (son envergure varie de 45 à 54 mm) dont les ailes antérieures sont marquées de d'une ligne submarginale de deux à quatre ocelles marron noir, et les ailes postérieures d'un ou deux proches de l'angle anal.
Le revers des antérieures dont la partie basale est plus sombre porte les mêmes ocelles, parfois pupillés de blanc. Les postérieures sont striées de gris ou de brun avec des veines claires et un ocelle,,.

### Chenille
La chenille est marron ornée de bandes marron et blanc sur les flancs.

## Biologie

### Période de vol et hivernation
Le Nordique orangé vole en une génération en mi-mai mi-juin en Ontario et sud du Québec, mi-juin mi-juillet plus au nord.
Deux cycles saisonniers sont nécessaires à son développement et la jeune chenille hiverne le premier hiver puis au stade de chenille mature le second.

### Plantes hôtes
Les plantes hôtes sont des Poaceae dont Danthonia spicata,.

## Écologie et distribution
Il est présent dans le nord de l'Amérique du Nord en Alaska, au Canada en Colombie-Britannique, en Alberta, au Yukon, aux Territoires du Nord-Ouest, en Saskatchewan, au Manitoba, en Ontario et au Québec et aux États-Unis dans la région des grands lacs (Wisconsin et Michigan) et dans les Montagnes Rocheuses (État de Washington, Idaho, ouest du Montana, Wyoming, Utah, Colorado, nord du Nouveau-Mexique et centre de la Californie,.

### Biotope
Il réside dans les forêts claires, les prairies alpines, la toundra.

### Protection
Pas de statut de protection particulier.